# Cantone di Montendre
Il Cantone di Montendre era una divisione amministrativa dell'arrondissement di Jonzac.
A seguito della riforma approvata con decreto del 27 febbraio 2014, che ha avuto attuazione dopo le elezioni dipartimentali del 2015, è stato soppresso.

## Composizione
Comprendeva i comuni di:
- Bran
- Chamouillac
- Chartuzac
- Corignac
- Coux
- Expiremont
- Jussas
- Messac
- Montendre
- Pommiers-Moulons
- Rouffignac
- Souméras
- Sousmoulins
- Tugéras-Saint-Maurice
- Vanzac